# Katherine Endacott
Katherine Endacott (ur. 29 stycznia 1980) – brytyjska lekkoatletka specjalizująca się w biegach sprinterskich.
W 2003 roku zajęła siódme miejsce w biegu na 200 metrów podczas uniwersjady. Odpadła w eliminacjach biegu na 60 metrów w czasie halowych mistrzostw Europy w Madrycie (2005). Była składzie brytyjskiej sztafety 4 × 100 metrów, która odpadła w eliminacjach mistrzostw świata w 2005 oraz zajęła czwartą lokatę w superlidze drużynowych mistrzostw Europy w 2010. Zdobyła brązowy medal igrzysk Wspólnoty Narodów (2010) w biegu na 100 metrów – pierwotnie była czwarta jednak kilka godzin po zakończeniu biegu zwyciężczyni, Sally McLellan, została zdyskwalifikowana za falstart, a druga na mecie Nigeryjka Oludamola Osayomi została zdyskwalifikowana za doping.
Rekord życiowy w biegu na 100 m: 11,44 (7 października 2010, Nowe Delhi).

## Osiągnięcia
| Rok  | Impreza                                 | Miejsce    | Konkurencja        | Lokata     | Wynik |
| ---- | --------------------------------------- | ---------- | ------------------ | ---------- | ----- |
| 2003 | Uniwersjada                             | Daegu      | bieg na 200 m      | 7. miejsce | 24,29 |
| 2005 | Halowe mistrzostwa Europy               | Madryt     | bieg na 60 m       | eliminacje | 7,43  |
| 2005 | Mistrzostwa świata                      | Helsinki   | sztafeta 4 × 100 m | eliminacje | 43,83 |
| 2010 | Superliga drużynowych mistrzostw Europy | Bergen     | sztafeta 4 × 100 m | 4. miejsce | 43,77 |
| 2010 | Igrzyska Wspólnoty Narodów              | Nowe Delhi | bieg na 100 m      | 2. miejsce | 11,44 |
| 2010 | Igrzyska Wspólnoty Narodów              | Nowe Delhi | sztafeta 4 × 100 m | 1. miejsce | 44,19 |